# Trio à cordes de Migot
Pour les articles homonymes, voir Trio à cordes (homonymie).
Le Trio à cordes est un trio pour violon, alto et violoncelle de Georges Migot. Composé en 1944 et 1945, le trio illustre avec autorité la période de pleine maturité du compositeur.

## Structure
1. Prélude: dans le cadre d'une forme sonate à deux thèmes, le premier mélodieux, le deuxième plus rythmique ;
2. Allant: scherzo sur un thème pentatonique à 
 ;
3. Choral: thème à 
 et développement privilégiant la tierce mineure ;
4. Allègre: thème varié ;
5. Prière: thème d'une grande ferveur spirituelle dans une forme lied ternaire ;
6. Conclusion: réunion polyphonique de tous les thèmes de l'œuvre.

La durée d'exécution est d'environ trente minutes.

## Source
- François-René Tranchefort, Guide de la musique de chambre éd.Fayard 1990 p.594